# Antiblemma acrosema
Antiblemma acrosema är en fjärilsart som beskrevs av Paul Mabille 1900. Antiblemma acrosema ingår i släktet Antiblemma och familjen nattflyn. Inga underarter finns listade i Catalogue of Life.